# 山吉氏
山吉氏（やまよしし）は、日本の氏族。桓武平氏の平頼盛の子孫との伝承をもち、北陸道の越後国蒲原郡山吉に由来すると考えられている。

越後守護代長尾氏の配下として、三条城（島之城）によって勢力を築き、蒲原郡代として活躍した。

## 概要
山吉氏の出自について、山田邦明は南北朝時代に南朝勢として上杉氏と戦った池氏の一族が、その後三条の長尾氏と結びついてその家臣となり、三条城代となったと推測しているが、確かな史料で確認されているわけではない。山吉氏の系譜類は多いが、全て江戸時代に成立したものであり、出自にしても、平頼盛流池氏末孫とするものの他、三浦氏流多々良氏末とするもの（「越後三条山吉家伝記之写」）や江戸時代後期文政年間に成立した『北越雑記』に記されているように佐原氏から継いだとするもの（「山吉家家譜」）など系譜間の異同も著しい。元禄16年（1703年）に写され、山吉氏の系譜類の中では比較的信頼度が高いと一部の研究で評価されている「越後三条山吉家伝記之写」を含め、いずれの山吉氏の系譜類は戦国時代に活躍した山吉豊守以前は信がおけないと指摘する研究もある。
また江戸時後期に成立したとされる「法華宗総本山本成寺縁起」には永仁5年（1298年）、山吉定明が青蓮華寺（法華宗陣門流総本山）を建立したとしている。しかし、応永以後の確実な史料に登場する山吉一族が本成寺の大檀那として重きをなしたのは事実だが、江戸時代初期に成立した山吉氏の家譜や元和5年（1619年）に書かれた本成寺の「列祖伝」や江戸時代中期の「陣門祖略伝」「長久山歴代譜」には山吉家と本成寺の開基の関係については一切記述されていない。
15世紀に成立したといわれる「蒲原郡段銭帳」には長尾氏の被官として山吉氏の名が見える。蒲原郡司で三条城主の三条長尾家の長尾高景は、府中（府内）（新潟県上越市）の春日山城へ移り越後守護代の地位を世襲する越後長尾家の本家の地位を獲得し、これにより府中（府内）長尾家とも呼ばれるようになったされる。長尾氏との主従関係の発端は明らかにされていないものの、三条長尾家の下で、被官山吉氏が越後蒲原郡の統治権を得、三条城主となり、蒲原郡司の代わりを勤めるようになったと考えられている。
山吉氏の確実な史料の初見は、長尾邦景の時代にあたる応永29年（1422年）山吉行盛が郡司として奥山庄の黒川氏に下した「山吉行盛直状」（『新潟県史資料編』1312号）であるが、既にこの頃、管轄領域は蒲原郡のみならず、瀬波郡（岩船郡）にも及んでいた。応永の乱 (越後国)では山吉久盛が三条島之城で長尾邦景方として戦っており、当時かなりの軍事基盤をもつ領主となっていたと推測される。邦景・実景父子が実権を握っていた文永3年（1446年）まで史料上確認できる久盛以後、長尾能景時代の延徳4年（1492年）に山吉四郎右兵衛尉正綱が現れるまで、山吉氏は史料に全く現れず、その動向ははっきりしない。しかし、守護上杉氏と守護代長尾氏の対立の中で邦景父子が没落し、新たな守護代長尾氏が成立する中でも、蒲原郡代の地位と権限は失うことはなかった。永正の乱や享禄・天文の乱では山吉能盛や山吉政久が長尾為景について活躍している。
長尾景虎（上杉謙信）の時代には、山吉豊守は謙信の側近として諸大名との外交折衝などに活躍した。この頃になると、蒲原郡内の広範囲に一族を配置したり、土豪層の被官化が進められている。彼らは「三条衆」と呼ばれ、天正3年（1575年）の「上杉家軍役帳」では豊守は謙信政権下、最大の軍事力を誇っていた。豊守の後を継いだ景長の代には上杉家の家法により領地半減の上に三条城を失い木場城へ移った。上杉氏が会津を経て、出羽国米沢に移封されるとそれに従い、以後江戸時代は出羽米沢藩士として連綿と続いた。

## 一族
(伝承、後世史料にのみ登場する山吉一族）
- 池成明（山吉定明?）
- 池長久（山吉長久）
- 山吉長盛（山吉長守?）
- 山吉義盛（山吉義守?）
  - 山吉義定

（一次史料に登場する山吉一族）
- 山吉行盛
- 山吉久盛
- 山吉正綱
- 山吉能盛
- 山吉正盛
- 山吉政久
- 山吉豊守
- 山吉景長
- 山吉景次
- 山吉昌次
- 山吉盛侍
- 山吉盛典